# 20. nordlige breddekreds
Den 20. nordlige breddekreds (eller 20 grader nordlig bredde) er en breddekreds, der ligger 20 grader nord for ækvator. Den løber gennem Afrika, Asien, det Indiske Ocean, Stillehavet, Nordamerika, Caribien og Atlanterhavet.